# Sorted
Sorted ist ein britischer Thriller aus dem Jahr 2000. Er war das Spielfilmdebüt des britischen Regisseurs Alexander Jovy, der mit seinem Kurzfilm Holiday Romance 1998 für einen Oscar nominiert war. Seine Premiere feierte der Film am 28. Juni 2000 auf dem Filmfest München. Am 20. September 2001 erschien er auf DVD.

## Handlung
Der 24-jährige Anwalt Carl reist nach London, um den Nachlass seines gerade auf mysteriöse Weise verstorbenen Bruders Justin zu regeln. Er lernt Justins Freundin Sunny kennen.
Sunny und Carl wollen den Tod von Justin aufklären. Er macht dabei die Bekanntschaft von Tiffany, der Freundin des Clubbesitzers Damian, durch die er die ersten Erfahrungen mit Drogen macht.

## Kritik
„Anstatt die Eigenheiten einer Subkultur zu beleuchten, wird den angestrebten Einblicken in die Clubszene eine vorhersehbare Krimigeschichte aufgepfropft, die wenig Spannung erzeugen kann. Auch inszenatorisch nicht mehr als Mittelmaß.“

## Auszeichnungen
Auf dem französischen Filmfestival Cherbourg-Octeville Festival of Irish & British Film war Sorted 2001 in der Kategorie Bester Film nominiert.

## Einzelnachweis
1. ↑  Sorted. In: Lexikon des internationalen Films. Filmdienst, abgerufen am 2. März 2017.